# ماریان همار

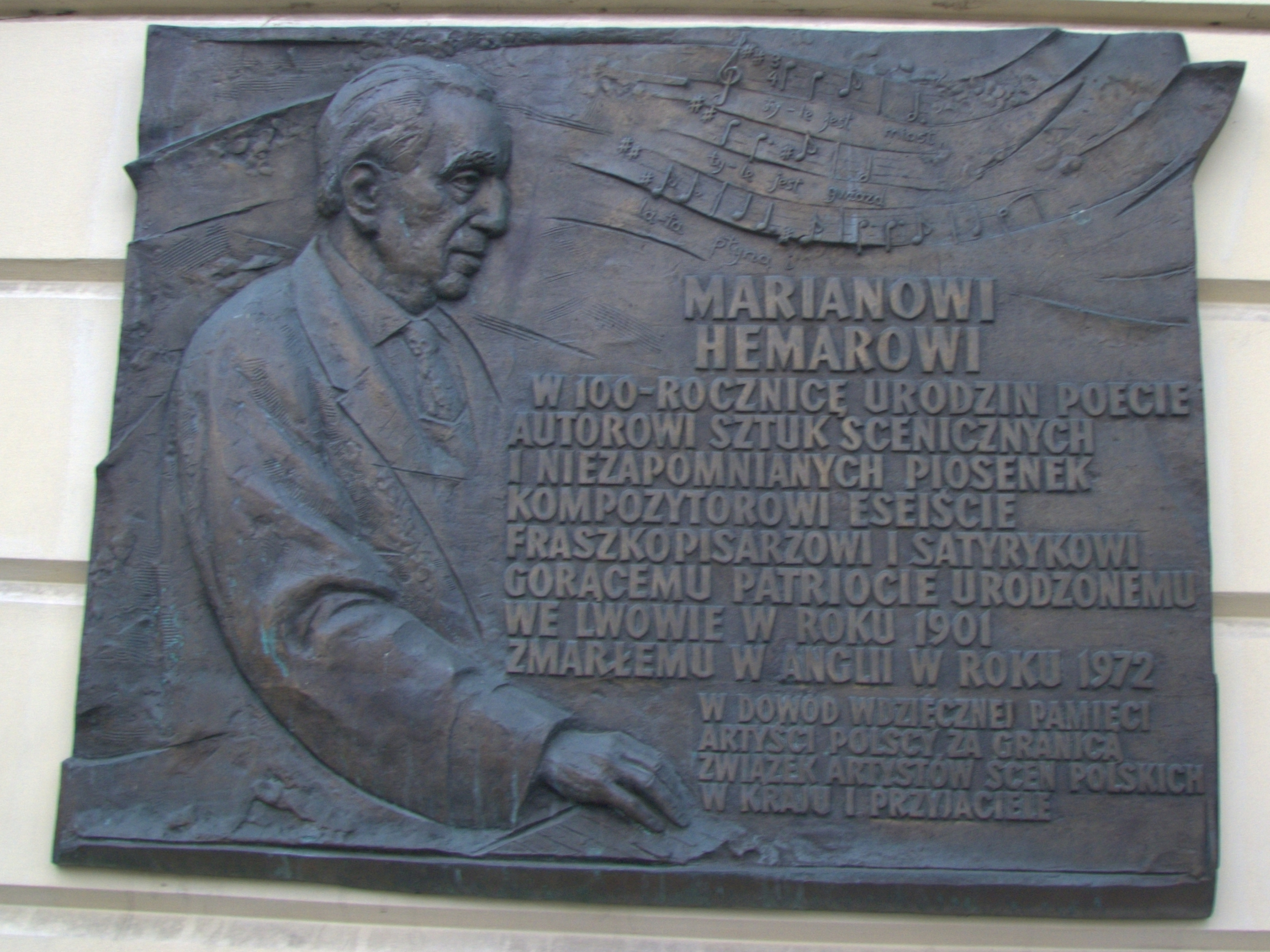
لوح یادبود او در ورشو

ماریان همار (لهستانی: Marian Hemar؛ ۶ آوریل ۱۹۰۱ – ۱۱ فوریهٔ ۱۹۷۲) نویسنده، شاعر، نمایش‌نامه‌نویس، روزنامه‌نگار، ترانه‌سرا اهل لهستان بود.
او دانش‌اموختهٔ رشتهٔ فلسفه در دانشگاه لووف بود و پیش از جنگ جهانی دوم بیش از ۱۲۰۰ ترانه سروده بود که برخی از آنها نظیر «شاید وقتی دیگر» و «بگذار مست شویم» شهرت فراوانی داشت.
از فیلم‌ها یا برنامه‌های تلویزیونی که وی در آن نقش داشته‌است، می‌توان به الفبای عشق اشاره کرد.